# Białe Błoto (Pułtusk)
Pour les articles homonymes, voir Białe Błoto.
Białe Błoto (prononciation : [ˈbjawɛ ˈbwɔtɔ]) est un village polonais de la gmina de Winnica dans le powiat de Pułtusk de la voïvodie de Mazovie dans le centre-est de la Pologne.
Le village compte approximativement une population de 36 habitants en 2009.

## Histoire
De 1975 à 1998, le village appartenait administrativement à la voïvodie de Ciechanów.